# 도로스
도로스(Doros)는 그리스 신화에 나오는 헬렌의 아들이다. 헬렌이 님프 오르세이스와 결혼하여 낳은 아들로서 아이올로스와 크수토스의 형제이다. 도로스 3형제는 그리스 주요 3부족의 조상이 되었다. 도로스는 도리스인(도리아인)의 시조가 되었고, 아이올로스는 아이올로스인, 크수토스의 아들 이온과 아카이오스는 각각 이오니아인과 아카이아인의 시조가 된 것이다. 도로스는 아이기미오스, 테크타모스 형제와 이프티메라는 딸을 두었다. 아이기미오스는 도리스인의 왕으로서, 헤라클레스의 후손들의 도움을 받아 테살리아 지방의 라피테스족의 영토를 빼앗았다. 테크타모스는 아이올로스인과 펠라스기아인을 이끌고 크레타 섬으로 가서 왕이 되었으며, 크레테우스의 딸과 결혼하여 아스테리오스를 낳았다. 이프티메는 전령의 신 헤르메스와 관계를 맺어 페레스폰도스, 리코스, 프로노모스 등의 아들을 낳았다.